# Centaurea melanocephala
Centaurea melanocephala là một loài thực vật có hoa trong họ Cúc. Loài này được Pančić mô tả khoa học đầu tiên năm 1874.